# مذبحة بيت دراس

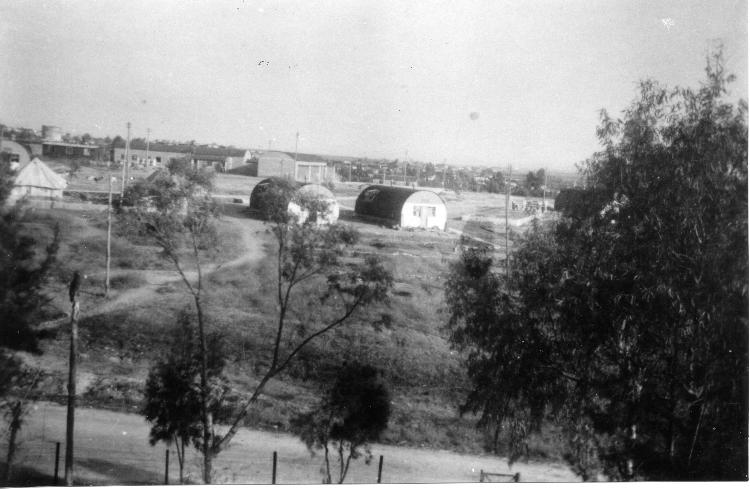
معسكر الجيش الاسرائيلي في بيت دراس، 1948

مذبحة بيت دراس هي مذبحة ارتكبتها القوات الصهيونيّة بحقّ أهالي قرية بيت دراس الفلسطينيّة في 21 مايو عام 1948. حيث أن القوات الصهيونية عندما وصلت إلى القرية طوقتها من كل جانب لمنع وصول النجدات إليها، ثم بدأت بقصفها بنيران المدفعية والهاونات بغزارة كبيرة. أدت المذبحة إلى قتل عدد كبير من سكان القرية، قبل أن يتم تدميرها وتهجير أهلها وإقامة مستعمرة صهيونية مكانها.

## التفاصيل
تقع قرية بيت دراس شمال شرقي مدينة غزة، على بعد 32 كيلومتر عنها، وكان عدد سكانها عام 1945 يبلغ نحو 2,750 نسمة.
في عام 1948 بعد ان استولت القوات الصهيونة على عدد من القرى المحيطة بقرية بيت دراس، تعرضت القرية إلى اعتداءات متعددة من قبل الصهاينة إثر محاولتهم للاستيلاء عليها. لكن القوات كانت تفشل في كل مرة بسبب قوة أهلها، حيث انتصر الاهالي اربع مرات.
لكن في فجر 21 مايو عاود الصهاينة الهجوم على القرية بقوة أكبر وكثافة نيران أكثر غزارة، وطوقوا القرية من الجهات الأربعة لمنع وصول النجدات إليها. فهاجمت قوات من لواء جفعاتي القرية بنيران المدفعية وقذائف الهاون بغزارة كبيرة.
ولما أدرك المدافعون عن القرية خطورة الموقف قرروا الصمود وطلبوا من النساء والأطفال والشيوخ مغادرة القرية عبر الجانب الجنوبي من القرية. وما كاد المغادرون يصلون إلى مشارف القرية الجنوبية حتى تصدى لهم الصهاينة بالنيران رغم كونهم نساء وأطفالاً وشيوخاً عزل. راح ضحية هذه مذبحة حوالي 260 قتيلا.
أدت هذه المذبحة إلى زيادة قوة تصميم الأهالي المناضلين على القتال، فصمدوا امام القوات واجبروهم على التراجع، لكن الخسائر البشرية ونقص الذخائر وانقطاع الأمل في وصول نجدات جعل الأهالي ينزحون عن القرية. لكن وعلى الرغم من ذلك ما تجرأت القوات على دخول القرية إلا بعد عدة أيام بعد أن تأكدوا من عدم وجود مقاتلين فيها.

## بعد المجزرة
في عام 1950 أقامت إسرائيل على أنقاض القرية ثلاث مستعمرات، وهي «عزريكام»، و«أمونيم» و«غفعاتي». وفيما بعد في الخمسينيات أيضاً أقيمت مزرعة يهودية باسم زموروت في موقع خربة عودة، التي كانت تقع جنوب قرية بيت دراس.
وفي عام 1992، وُصف موقع القرية على النحو التالي: «ولم يبق من أبنية القرية اليوم سوى أساس منزل وحيد، وبعض الحطام المتناثر، وتغطي النباتات البرية وبينها الصبار وأشجار الكينا المكان ولا يزال أحد الشوارع القديمة على الأقل ماثلاً للعيان ويزرع سكان المستعمرات الإسرائيلية المجاورة أراضي القرية.»